# 国鉄ヨ1形貨車
国鉄ヨ1形貨車（こくてつヨ1がたかしゃ）は、かつて日本国有鉄道の前身である鉄道省に在籍した事業用貨車（車掌車）である。
本項では、同様の経緯で製作されたヨ1500形についても記述する。

## 概要
両形式とも、1926年（大正15年）から1927年（昭和2年）にかけて、木造二軸客車から改造製作された、鉄道省初の専用車掌車である。1927年（昭和2年）、自動空気ブレーキを使用する貨物列車には、車掌弁をもつ緩急車を1両連結すればよいこととなったが、小口貨物を輸送する列車には車掌のほか、荷扱手が数人乗務することがあり、従来からの合造緩急車では手狭となった。そのために製作されたのが本形式である。
改造落成時の形式はヨフ6000形およびヨフ7000形で、それぞれの製作両数は、ヨフ6000形が606両（ヨフ6000 - ヨフ6605）、ヨフ7000形が69両（ヨフ7000 - ヨフ7068）であった。ヨフ6000形が出入台のない客車を種車として一端に新たに出入台を設けたものであるのに対し、ヨフ7000形は両端に出入台を持つ客車を種車としたものである。種車は、官設鉄道由来のものばかりでなく、鉄道国有法による買収私鉄由来のものもあり、形態はバラエティに富む。改造にともない、車内には車掌弁、手用制動器、区分棚、腰掛、網棚等が設けられ、便所も備えていた。
改造に際し、車体の補強は行われたが、元々老朽木造客車を改造種車としているため、鋼製の新製車掌車（ヨ2000形）や有蓋緩急車（ワフ21000形）等の増備にともなって、昭和10年代までにほとんどが老朽廃車された。ごく少数が戦後まで残ったが、1950年（昭和25年）に実施された老朽貨車の処分により、消滅した。車籍上は1959年（昭和34年）まで残存していたが、その時点で現車は既に存在しなかったものと思われる。
1928年（昭和3年）10月1日付けで改番があり、形式名がヨ1形、ヨ1500形に改められた。この時点で既に車籍を離れた車があり、改番された車両は、ヨ1形が603両（ヨ1 - ヨ603）、ヨ1500形が64両（ヨ1500 - ヨ1563）である。

## ヨフ6000形番号新旧対照
ヨフ6000 - ヨフ6199
- ヨフ6000 ← ハフ4844（ハフ4720形）
- ヨフ6001 ← ハフ4845（ハフ4720形）
- ヨフ6002 ← ハフ4846（ハフ4720形）
- ヨフ6003 ← ロハ856（ロハ856形）
- ヨフ6004 ← ハ2024（ハ2024形）
- ヨフ6005 ← ハフ4481（ハフ4430形）
- ヨフ6006 ← ?
- ヨフ6007 ← ハ2069（ハ2024形）
- ヨフ6008 ← ハ2081（ハ2024形）
- ヨフ6009 ← ロ593（ロ503形）
- ヨフ6010 ← ロ594（ロ503形）
- ヨフ6011 ← ハフ4433（ハフ4430形）
- ヨフ6012 ← ハフ4440（ハフ4430形）
- ヨフ6013 ← ハフ4441（ハフ4430形）
- ヨフ6014 ← ハフ3019（ハフ3019形）
- ヨフ6015 ← ハ2097（ハ2024形）
- ヨフ6016 ← ハ2099（ハ2024形）
- ヨフ6017 ← ハ2130（ハ2024形）
- ヨフ6018 ← ハ2138（ハ2024形）
- ヨフ6019 ← ハ2139（ハ2024形）
- ヨフ6020 ← ハ2162（ハ2024形）
- ヨフ6021 ← ハ2163（ハ2024形）
- ヨフ6022 ← ハフ2852（ハフ2852形）
- ヨフ6023 ← ハフ2853（ハフ2852形）
- ヨフ6024 ← ハフ2854（ハフ2852形）

- ヨフ6025 ← ハフ2857（ハフ2852形）
- ヨフ6026 ← ハフ2860（ハフ2852形）
- ヨフ6027 ← ハフ2861（ハフ2852形）
- ヨフ6028 ← ハフ2862（ハフ2852形）
- ヨフ6029 ← ハフ2863（ハフ2852形）
- ヨフ6030 ← ハフ2864（ハフ2852形）
- ヨフ6031 ← ハフ2905（ハフ2900形）
- ヨフ6032 ← ハフ2907（ハフ2900形）
- ヨフ6033 ← ハフ2921（ハフ2900形）
- ヨフ6034 ← ハフ2922（ハフ2900形）
- ヨフ6035 ← ハフ2940（ハフ2900形）
- ヨフ6036 ← ハフ2941（ハフ2900形）
- ヨフ6037 ← ハフ2942（ハフ2900形）
- ヨフ6038 ← ハフ2943（ハフ2900形）
- ヨフ6039 ← ハフ2945（ハフ2900形）
- ヨフ6040 ← ハフ2947（ハフ2900形）
- ヨフ6041 ← ハフ2948（ハフ2900形）
- ヨフ6042 ← ?
- ヨフ6043 ← ロ395（ロ328形）
- ヨフ6044 ← ロ398（ロ328形）
- ヨフ6045 ← ロ399（ロ328形）
- ヨフ6046 ← ハユフ3497（ハユフ3496形）
- ヨフ6047 ← ハフ3276（ハフ3275形）
- ヨフ6048 ← フハ3093（フハ3093形）
- ヨフ6049 ← フハ3094（フハ3093形）

- ヨフ6050 ← ロ280（ロ724形）
- ヨフ6051 ← ロ279（ロ724形）
- ヨフ6052 ← ロ151（ロ150形）
- ヨフ6053 ← （ロ150形）?
- ヨフ6054 ← ロ155（ロ150形）
- ヨフ6055 ← フロハ920（フロハ920形）
- ヨフ6056 ← ロハ916（ロハ910形）
- ヨフ6057 ← ロハ917（ロハ910形）
- ヨフ6058 ← ロ274（ロ274形）
- ヨフ6059 ← ロ275（ロ274形）
- ヨフ6060 ← ロ276（ロ274形）
- ヨフ6061 ← ロ265（ロ265形）
- ヨフ6062 ← ロ266（ロ265形）
- ヨフ6063 ← ロ267（ロ265形）
- ヨフ6064 ← ロ260（ロ256形）
- ヨフ6065 ← ロ261（ロ256形）
- ヨフ6066 ← ロ252（ロ252形）
- ヨフ6067 ← ロ245（ロ150形）
- ヨフ6068 ← ロ246（ロ150形）
- ヨフ6069 ← ロ247（ロ150形）
- ヨフ6070 ← ロ248（ロ150形）
- ヨフ6071 ← ロ249（ロ150形）
- ヨフ6072 ← ハニ3558（ハニ3558形）
- ヨフ6073 ← ハフ2657（ハフ2657形）
- ヨフ6074 ← ハ2180（ハ2180形）

- ヨフ6075 ← ロハ892（ロハ887形）
- ヨフ6076 ← ロハ893（ロハ887形）
- ヨフ6077 ← ロ765（ロ765形）
- ヨフ6078 ← ロ759（ロ746形）
- ヨフ6079 ← ロ760（ロ746形）
- ヨフ6080 ← ロ761（ロ746形）
- ヨフ6081 ← ロ736（ロ736形）
- ヨフ6082 ← ロ737（ロ737形）
- ヨフ6083 ← ロ738（ロ738形）
- ヨフ6084 ← ロ740（ロ739形）
- ヨフ6085 ← ロ741（ロ740形）
- ヨフ6086 ← ロ721（ロ714形）
- ヨフ6087 ← ロ723（ロ714形）
- ヨフ6088 ← ロ724（ロ714形）
- ヨフ6089 ← ロ725（ロ714形）
- ヨフ6090 ← ロ726（ロ714形）
- ヨフ6091 ← ロ727（ロ714形）
- ヨフ6092 ← ロ728（ロ714形）
- ヨフ6093 ← ロ729（ロ714形）
- ヨフ6094 ← ロ730（ロ714形）
- ヨフ6095 ← ロ565（ロ503形）
- ヨフ6096 ← ロ566（ロ503形）
- ヨフ6097 ← ロ567（ロ503形）
- ヨフ6098 ← ロ568（ロ503形）
- ヨフ6099 ← ロ569（ロ503形）

- ヨフ6100 ← ロ570（ロ503形）
- ヨフ6101 ← ロ571（ロ503形）
- ヨフ6102 ← ロ572（ロ503形）
- ヨフ6103 ← ロ573（ロ503形）
- ヨフ6104 ← ロ574（ロ503形）
- ヨフ6105 ← ロ582（ロ503形）
- ヨフ6106 ← ロ583（ロ503形）
- ヨフ6107 ← ロ584（ロ503形）
- ヨフ6108 ← ロ585（ロ503形）
- ヨフ6109 ← ロ586（ロ503形）
- ヨフ6110 ← ロ587（ロ503形）
- ヨフ6111 ← ロ588（ロ503形）
- ヨフ6112 ← ロ589（ロ503形）
- ヨフ6113 ← ロ590（ロ503形）
- ヨフ6114 ← ロ591（ロ503形）
- ヨフ6115 ← ロ592（ロ503形）
- ヨフ6116 ← ロ93（ロ93形）
- ヨフ6117 ← ロ94（ロ93形）
- ヨフ6118 ← ロ384（ロ383形）
- ヨフ6119 ← ?
- ヨフ6120 ← ハ2193（ハ2185形）
- ヨフ6121 ← ロ387（ロ383形）
- ヨフ6122 ← ロ388（ロ328形）
- ヨフ6123 ← ?
- ヨフ6124 ← ロ273（ロ260形）

- ヨフ6125 ← ロ270（ロ265形）
- ヨフ6126 ← ロ268（ロ265形）
- ヨフ6127 ← ロ269（ロ260形）
- ヨフ6128 ← ロ233（ロ150形）
- ヨフ6129 ← ロ234（ロ150形）
- ヨフ6130 ← ロ235（ロ150形）
- ヨフ6131 ← ロ236（ロ150形）
- ヨフ6132 ← ロ237（ロ150形）
- ヨフ6133 ← ロ240（ロ150形）
- ヨフ6134 ← ロ241（ロ150形）
- ヨフ6135 ← ロ95（ロ95形）
- ヨフ6136 ← ロ96（ロ95形）
- ヨフ6137 ← ロ97（ロ95形）
- ヨフ6138 ← ロ98（ロ95形）
- ヨフ6139 ← ハ1791（ハ1005形）
- ヨフ6140 ← ハ1792（ハ1005形）
- ヨフ6141 ← ハ1798（ハ1005形）
- ヨフ6142 ← ハ1805（ハ1005形）
- ヨフ6143 ← ハ1809（ハ1005形）
- ヨフ6144 ← ハ1847（ハ1005形）
- ヨフ6145 ← ハ1848（ハ1005形）
- ヨフ6146 ← ハ1760（ハ1005形）
- ヨフ6147 ← ハ1763（ハ1005形）
- ヨフ6148 ← ハ1764（ハ1005形）
- ヨフ6149 ← ロ648（ロ628形）

- ヨフ6150 ← ハフ4480（ハフ4430形）
- ヨフ6151 ← ロ287（ロ286形）
- ヨフ6152 ← ロ289（ロ286形）
- ヨフ6153 ← ロ290（ロ286形）
- ヨフ6154 ← ロ291（ロ286形）
- ヨフ6155 ← ロ281（ロ274形）
- ヨフ6156 ← ロ282（ロ274形）
- ヨフ6157 ← ロ283（ロ274形）
- ヨフ6158 ← ロ284（ロ274形）
- ヨフ6159 ← ロ285（ロ274形）
- ヨフ6160 ← ロ85（ロ85形）
- ヨフ6161 ← ロ86（ロ85形）
- ヨフ6162 ← ロ87（ロ85形）
- ヨフ6163 ← ハ2407（ハ2405形）
- ヨフ6164 ← ハ2416（ハ2405形）
- ヨフ6165 ← ハ2417（ハ2405形）
- ヨフ6166 ← ハユフ3514（ハユフ3514形）
- ヨフ6167 ← ハユフ3505（ハユフ3503形）
- ヨフ6168 ← ハユフ3503（ハユフ3503形）
- ヨフ6169 ← ハニ3677（ハニ3677形）
- ヨフ6170 ← ハニ3668（ハニ3662形）
- ヨフ6171 ← ハニ3662（ハニ3662形）
- ヨフ6172 ← ハニ3663（ハニ3662形）
- ヨフ6173 ← ハニ3664（ハニ3662形）
- ヨフ6174 ← ハニ3642（ハニ3641形）

- ヨフ6175 ← ハニ3644（ハニ3641形）
- ヨフ6176 ← ハニ3613（ハニ3608形）
- ヨフ6177 ← ハニ3548（ハニ3547形）
- ヨフ6178 ← ハフ4887（ハフ4873形）
- ヨフ6179 ← ハフ4888（ハフ4873形）
- ヨフ6180 ← ハフ4724（ハフ4720形）
- ヨフ6181 ← ハフ4729（ハフ4720形）
- ヨフ6182 ← ハフ4731（ハフ4720形）
- ヨフ6183 ← ハフ4732（ハフ4720形）
- ヨフ6184 ← ハフ4714（ハフ4710形）
- ヨフ6185 ← ハフ4719（ハフ4710形）
- ヨフ6186 ← ハフ3255（ハフ3255形）
- ヨフ6187 ← ハフ3259（ハフ3255形）
- ヨフ6188 ← ハフ3260（ハフ3255形）
- ヨフ6189 ← ハフ3261（ハフ3255形）
- ヨフ6190 ← ハニ3612（ハニ3608形）
- ヨフ6191 ← ハ2467（ハ2467形）
- ヨフ6192 ← ハ2468（ハ2467形）
- ヨフ6193 ← ハ2469（ハ2467形）
- ヨフ6194 ← ハ2470（ハ2467形）
- ヨフ6195 ← ハ2353（ハ2353形）
- ヨフ6196 ← ハ2359（ハ2353形）
- ヨフ6197 ← ハ2360（ハ2353形）
- ヨフ6198 ← ハ2365（ハ2353形）
- ヨフ6199 ← ハ2367（ハ2353形）

ヨフ6200 - ヨフ6399
- ヨフ6200 ← ハ2368（ハ2353形）
- ヨフ6201 ← ハ2344（ハ2343形）
- ヨフ6202 ← ハ2346（ハ2343形）
- ヨフ6203 ← ハ2347（ハ2343形）
- ヨフ6204 ← ハ2318（ハ2314形）
- ヨフ6205 ← ハ2319（ハ2314形）
- ヨフ6206 ← ハ2262（ハ2243形）
- ヨフ6207 ← ハ2263（ハ2243形）
- ヨフ6208 ← ハ2264（ハ2243形）
- ヨフ6209 ← ハ2265（ハ2243形）
- ヨフ6210 ← ハ2266（ハ2243形）
- ヨフ6211 ← ハ2267（ハ2243形）
- ヨフ6212 ← ハ2268（ハ2243形）
- ヨフ6213 ← ハ2269（ハ2243形）
- ヨフ6214 ← ハ2270（ハ2243形）
- ヨフ6215 ← ハ2285（ハ2243形）
- ヨフ6216 ← ハ2286（ハ2243形）
- ヨフ6217 ← ロ498（ロ400形）
- ヨフ6218 ← ロ499（ロ400形）
- ヨフ6219 ← ロ500（ロ400形）
- ヨフ6220 ← ロ501（ロ400形）
- ヨフ6221 ← ロ502（ロ400形）
- ヨフ6222 ← ロ83（ロ83形）
- ヨフ6223 ← ロ84（ロ83形）
- ヨフ6224 ← ハ2427（ハ2427形）

- ヨフ6225 ← ハ2428（ハ2427形）
- ヨフ6226 ← ハ1895（ハ1005形）
- ヨフ6227 ← ハ1942（ハ1005形）
- ヨフ6228 ← ハ2432（ハ2427形）
- ヨフ6229 ← ハ2433（ハ2427形）
- ヨフ6230 ← ハ3434（ハ3430形）
- ヨフ6231 ← ハ1993（ハ1005形）
- ヨフ6232 ← ハ1994（ハ1005形）
- ヨフ6233 ← ハ1385（ハ1005形）
- ヨフ6234 ← ハ1422（ハ1005形）
- ヨフ6235 ← ハ1426（ハ1005形）
- ヨフ6236 ← ハ1506（ハ1005形）
- ヨフ6237 ← ハ1518（ハ1005形）
- ヨフ6238 ← ハ1109（ハ1005形）
- ヨフ6239 ← ハ1137（ハ1005形）
- ヨフ6240 ← ハ1145（ハ1005形）
- ヨフ6241 ← ハ1248（ハ1005形）
- ヨフ6242 ← ハ1265（ハ1005形）
- ヨフ6243 ← ハ1278（ハ1005形）
- ヨフ6244 ← ハ1286（ハ1005形）
- ヨフ6245 ← ハ1344（ハ1005形）
- ヨフ6246 ← （ハ1005形）?
- ヨフ6247 ← ハ1126（ハ1005形）
- ヨフ6248 ← ハ1158（ハ1005形）
- ヨフ6249 ← ハ1251（ハ1005形）

- ヨフ6250 ← ハ1292（ハ1005形）
- ヨフ6251 ← ハ1319（ハ1005形）
- ヨフ6252 ← ハ1321（ハ1005形）
- ヨフ6253 ← ハ1327（ハ1005形）
- ヨフ6254 ← ハ1332（ハ1005形）
- ヨフ6255 ← （ハ1005形）?
- ヨフ6256 ← ハ1357（ハ1005形）
- ヨフ6257 ← ハ1404（ハ1005形）
- ヨフ6258 ← ハ1406（ハ1005形）
- ヨフ6259 ← ハ1531（ハ1005形）
- ヨフ6260 ← （ハ1005形）?
- ヨフ6261 ← ハ1110（ハ1005形）
- ヨフ6262 ← ハ1140（ハ1005形）
- ヨフ6263 ← ハ1142（ハ1005形）
- ヨフ6264 ← ハ1144（ハ1005形）
- ヨフ6265 ← ハ1161（ハ1005形）
- ヨフ6266 ← ハ1232（ハ1005形）
- ヨフ6267 ← ハ1262（ハ1005形）
- ヨフ6268 ← ハ1263（ハ1005形）
- ヨフ6269 ← ハ1266（ハ1005形）
- ヨフ6270 ← ハ1269（ハ1005形）
- ヨフ6271 ← ハ1282（ハ1005形）
- ヨフ6272 ← ハ1283（ハ1005形）
- ヨフ6273 ← ハ1342（ハ1005形）
- ヨフ6274 ← ハ1493（ハ1005形）

- ヨフ6275 ← （ハ1005形）?
- ヨフ6276 ← ハ1515（ハ1005形）
- ヨフ6277 ← （ハ1005形）?
- ヨフ6278 ← ハ1527（ハ1005形）
- ヨフ6279 ← ハ1195（ハ1005形）
- ヨフ6280 ← ハ1584（ハ1005形）
- ヨフ6281 ← ハ1585（ハ1005形）
- ヨフ6282 ← ロハ897（ロハ896形）
- ヨフ6283 ← ロ753（ロ746形）
- ヨフ6284 ← ユフ4565（ユフ4565形）
- ヨフ6285 ← ユフ4568（ユフ4565形）
- ヨフ6286 ← ユフ3750（ユフ3750形）
- ヨフ6287 ← ユフ3751（ユフ3750形）
- ヨフ6288 ← ハニ3614（ハニ3608形）
- ヨフ6289 ← ハユフ3495（ハユフ3495形）
- ヨフ6290 ← ハユフ3496（ハユフ3495形）
- ヨフ6291 ← ハユフ3483（ハユフ3483形）
- ヨフ6292 ← ハユフ3484（ハユフ3484形）
- ヨフ6293 ← ハユフ3448（ハユフ3445形）
- ヨフ6294 ← ハニ3669（ハニ3662形）
- ヨフ6295 ← ハニ3670（ハニ3662形）
- ヨフ6296 ← ハニ3671（ハニ3662形）
- ヨフ6297 ← ハニ3672（ハニ3662形）
- ヨフ6298 ← ハニ3534（ハニ3534形）
- ヨフ6299 ← ハフ4497（ハフ4430形）

- ヨフ6300 ← ハフ4454（ハフ4430形）
- ヨフ6301 ← ハフ4436（ハフ4430形）
- ヨフ6302 ← ハフ4437（ハフ4430形）
- ヨフ6303 ← ハフ4438（ハフ4430形）
- ヨフ6304 ← ハフ4453（ハフ4430形）
- ヨフ6305 ← ハフ4444（ハフ4430形）
- ヨフ6306 ← ハフ4488（ハフ4430形）
- ヨフ6307 ← ハフ4489（ハフ4430形）
- ヨフ6308 ← フハ3105（フハ3105形）
- ヨフ6309 ← ハフ3151（ハフ3151形）
- ヨフ6310 ← ハフ3000（ハフ2997形）
- ヨフ6311 ← ハフ3002（ハフ2997形）
- ヨフ6312 ← ハフ3003（ハフ2997形）
- ヨフ6313 ← ハフ3006（ハフ2997形）
- ヨフ6314 ← ハフ2688（ハフ2661形）
- ヨフ6315 ← ハフ2689（ハフ2661形）
- ヨフ6316 ← ハフ2704（ハフ2661形）
- ヨフ6317 ← ハフ2715（ハフ2661形）
- ヨフ6318 ← ハフ2728（ハフ2661形）
- ヨフ6319 ← ハフ2729（ハフ2661形）
- ヨフ6320 ← ハフ4574（ハフ4430形）
- ヨフ6321 ← ハフ2734（ハフ2661形）
- ヨフ6322 ← ハフ4575（ハフ4430形）
- ヨフ6323 ← ハフ2736（ハフ2661形）
- ヨフ6324 ← ハフ2740（ハフ2661形）

- ヨフ6325 ← ハフ2751（ハフ2661形）
- ヨフ6326 ← ハフ2753（ハフ2661形）
- ヨフ6327 ← ハフ2779（ハフ2661形）
- ヨフ6328 ← ハフ2782（ハフ2661形）
- ヨフ6329 ← ハフ2709（ハフ2661形）
- ヨフ6330 ← ハフ3054（ハフ3054形）
- ヨフ6331 ← ハフ3062（ハフ3054形）
- ヨフ6332 ← ハ4696（ハ4681形）
- ヨフ6333 ← ハ4697（ハ4681形）
- ヨフ6334 ← ハ4629（ハ4600形）
- ヨフ6335 ← ハ4631（ハ4600形）
- ヨフ6336 ← ハ4632（ハ4600形）
- ヨフ6337 ← ハ4634（ハ4600形）
- ヨフ6338 ← ハ4641（ハ4600形）
- ヨフ6339 ← ハ4646（ハ4600形）
- ヨフ6340 ← ハ4648（ハ4600形）
- ヨフ6341 ← ハ4650（ハ4600形）
- ヨフ6342 ← ハ4651（ハ4600形）
- ヨフ6343 ← ハ4654（ハ4600形）
- ヨフ6344 ← ハ4656（ハ4600形）
- ヨフ6345 ← ハ4658（ハ4600形）
- ヨフ6346 ← ハ4660（ハ4600形）
- ヨフ6347 ← ハ4670（ハ4600形）
- ヨフ6348 ← ハ4676（ハ4600形）
- ヨフ6349 ← ハ2324（ハ2314形）

- ヨフ6350 ← ハ2326（ハ2314形）
- ヨフ6351 ← ハ2329（ハ2314形）
- ヨフ6352 ← ハ2331（ハ2314形）
- ヨフ6353 ← ハ2339（ハ2314形）
- ヨフ6354 ← ハ2254（ハ2243形）
- ヨフ6355 ← ハ2255（ハ2243形）
- ヨフ6356 ← ハ1964（ハ1005形）
- ヨフ6357 ← ハ1965（ハ1005形）
- ヨフ6358 ← ハ1966（ハ1005形）
- ヨフ6359 ← ハ1968（ハ1005形）
- ヨフ6360 ← ハ1969（ハ1005形）
- ヨフ6361 ← ハ1970（ハ1005形）
- ヨフ6362 ← ハ1971（ハ1005形）
- ヨフ6363 ← ハ1972（ハ1005形）
- ヨフ6364 ← ハ1973（ハ1005形）
- ヨフ6365 ← ロハニ946（ロハニ946形）
- ヨフ6366 ← ロハ891（ロハ887形）
- ヨフ6367 ← ロハ880（ロハ880形）
- ヨフ6368 ← ロハ857（ロハ856形）
- ヨフ6369 ← ロハ307（ロハ305形）
- ヨフ6370 ← ロハ308（ロハ305形）
- ヨフ6371 ← ロ839（ロ839形）
- ヨフ6372 ← ロ768（ロ767形）
- ヨフ6373 ← ロ769（ロ767形）
- ヨフ6374 ← ロ682（ロ628形）

- ヨフ6375 ← ロ691（ロ628形）
- ヨフ6376 ← ロ692（ロ628形）
- ヨフ6377 ← ロ698（ロ628形）
- ヨフ6378 ← ロ546（ロ503形）
- ヨフ6379 ← ロ547（ロ503形）
- ヨフ6380 ← （ロ503形）?
- ヨフ6381 ← ロ554（ロ503形）
- ヨフ6382 ← ロ543（ロ503形）
- ヨフ6383 ← ロ515（ロ503形）
- ヨフ6384 ← ロ390（ロ390形）
- ヨフ6385 ← ロ391（ロ390形）
- ヨフ6386 ← ハフ2831（ハフ2788形）
- ヨフ6387 ← ロ396（ロ390形）
- ヨフ6388 ← ロ582（ロ503形）
- ヨフ6389 ← ロ371（ロ370形）
- ヨフ6390 ← ロ370（ロ370形）
- ヨフ6391 ← ロ325（ロ324形）
- ヨフ6392 ← ロ326（ロ324形）
- ヨフ6393 ← ロ313（ロ309形）
- ヨフ6394 ← ロ314（ロ309形）
- ヨフ6395 ← ロ312（ロ309形）
- ヨフ6396 ← ロ253（ロ253形）
- ヨフ6397 ← ロ254（ロ253形）
- ヨフ6398 ← ロ221（ロ150形）
- ヨフ6399 ← ロ222（ロ150形）

ヨフ6400 - ヨフ6599
- ヨフ6400 ← ロ223（ロ150形）
- ヨフ6401 ← ロ220（ロ150形）
- ヨフ6402 ← ロ216（ロ150形）
- ヨフ6403 ← ロ217（ロ150形）
- ヨフ6404 ← ロ218（ロ150形）?
- ヨフ6405 ← ロ219（ロ150形）
- ヨフ6406 ← ロ187（ロ150形）
- ヨフ6407 ← ロ156（ロ150形）
- ヨフ6408 ← ロ157（ロ150形）
- ヨフ6409 ← ロ678（ロ628形）
- ヨフ6410 ← ロ679（ロ628形）
- ヨフ6411 ← ハユフ3487（ハユフ3484形）
- ヨフ6412 ← ハ1591（ハ1005形）
- ヨフ6413 ← ハ1592（ハ1005形）
- ヨフ6414 ← ハ1593（ハ1005形）
- ヨフ6415 ← ハ1598（ハ1005形）
- ヨフ6416 ← ハ1599（ハ1005形）
- ヨフ6417 ← ハ1600（ハ1005形）
- ヨフ6418 ← ハ1601（ハ1005形）
- ヨフ6419 ← ハ1602（ハ1005形）
- ヨフ6420 ← フハ3086（フハ3084形）
- ヨフ6421 ← ハ1084（ハ1005形）
- ヨフ6422 ← ハ1088（ハ1005形）
- ヨフ6423 ← ハ1089（ハ1005形）
- ヨフ6424 ← ハ1090（ハ1005形）

- ヨフ6425 ← ハ1091（ハ1005形）
- ヨフ6426 ← ハ1092（ハ1005形）
- ヨフ6427 ← ハ1093（ハ1005形）
- ヨフ6428 ← ハ1096（ハ1005形）
- ヨフ6429 ← ロ708（ロ706形）
- ヨフ6430 ← ロ57（ロ57形）
- ヨフ6431 ← ロ58（ロ57形）
- ヨフ6432 ← ロ61（ロ57形）
- ヨフ6433 ← ロ62（ロ57形）
- ヨフ6434 ← ロ65（ロ57形）
- ヨフ6435 ← ロ66（ロ57形）
- ヨフ6436 ← ロ51（ロ50形）
- ヨフ6437 ← ロ52（ロ50形）
- ヨフ6438 ← ロ53（ロ50形）
- ヨフ6439 ← ロ213（ロ150形）
- ヨフ6440 ← ロ82（ロ75形）
- ヨフ6441 ← ロ215（ロ150形）
- ヨフ6442 ← ?（ロ150形）
- ヨフ6443 ← ?（ロ150形）
- ヨフ6444 ← ?（ロ150形）
- ヨフ6445 ← ロ173（ロ150形）
- ヨフ6446 ← ロ159（ロ150形）
- ヨフ6447 ← ロ160（ロ150形）
- ヨフ6448 ← ロ162（ロ150形）
- ヨフ6449 ← ロ171（ロ150形）

- ヨフ6450 ← ロ174（ロ150形）
- ヨフ6451 ← （ロ150形）?
- ヨフ6452 ← ロ401（ロ400形）
- ヨフ6453 ← ロ402（ロ400形）
- ヨフ6454 ← ロ403（ロ400形）?
- ヨフ6455 ← ロ404（ロ400形）
- ヨフ6456 ← ロ405（ロ400形）
- ヨフ6457 ← ロ407（ロ400形）
- ヨフ6458 ← ロ408（ロ400形）
- ヨフ6459 ← ロ409（ロ400形）
- ヨフ6460 ← ロ410（ロ400形）
- ヨフ6461 ← ロ411（ロ400形）
- ヨフ6462 ← ロ415（ロ400形）?
- ヨフ6463 ← ロ416（ロ400形）?
- ヨフ6464 ← ロ417（ロ400形）
- ヨフ6465 ← ロ418（ロ400形）
- ヨフ6466 ← ロ419（ロ400形）
- ヨフ6467 ← ロ421（ロ400形）
- ヨフ6468 ← ロ428（ロ400形）
- ヨフ6469 ← ロ430（ロ400形）
- ヨフ6470 ← ロ431（ロ400形）
- ヨフ6471 ← ロ436（ロ400形）
- ヨフ6472 ← ロ437（ロ400形）
- ヨフ6473 ← ロ438（ロ400形）
- ヨフ6474 ← ロ442（ロ400形）

- ヨフ6475 ← ロ450（ロ400形）
- ヨフ6476 ← ロ451（ロ400形）
- ヨフ6477 ← ロ45?（ロ400形）
- ヨフ6478 ← ロ455（ロ400形）
- ヨフ6479 ← ロ477（ロ400形）
- ヨフ6480 ← ロ478（ロ400形）
- ヨフ6481 ← ロ479（ロ400形）
- ヨフ6482 ← ロ485（ロ400形）
- ヨフ6483 ← ロ487（ロ400形）?
- ヨフ6484 ← ロ492（ロ400形）
- ヨフ6485 ← ロ638（ロ628形）
- ヨフ6486 ← ロ496（ロ400形）
- ヨフ6487 ← ロ497（ロ400形）
- ヨフ6488 ← ロ205（ロ150形）
- ヨフ6489 ← ロ227（ロ150形）
- ヨフ6490 ← ロ228（ロ150形）
- ヨフ6491 ← ロ229（ロ150形）
- ヨフ6492 ← ロ230（ロ150形）
- ヨフ6493 ← ロ231（ロ150形）
- ヨフ6494 ← ロ232（ロ150形）
- ヨフ6495 ← ロハ616（ロハ616形）
- ヨフ6496 ← ロハ617（ロハ616形）
- ヨフ6497 ← ロハ618（ロハ616形）
- ヨフ6498 ← ロハ619（ロハ616形）
- ヨフ6499 ← ロハ861（ロハ861形）

- ヨフ6500 ← ロハ862（ロハ861形）
- ヨフ6501 ← ロハ904（ロハ903形）
- ヨフ6502 ← ロハ905（ロハ903形）
- ヨフ6503 ← ヘ955（ヘ955形）
- ヨフ6504 ← ヘ956（ヘ955形）
- ヨフ6505 ← ハ1546（ハ1005形）
- ヨフ6506 ← ハ1547（ハ1005形）
- ヨフ6507 ← ハ1548（ハ1005形）
- ヨフ6508 ← ハ1549（ハ1005形）
- ヨフ6509 ← ハ1550（ハ1005形）
- ヨフ6510 ← ハ1551（ハ1005形）
- ヨフ6511 ← ハ1559（ハ1005形）
- ヨフ6512 ← ハ1561（ハ1005形）
- ヨフ6513 ← ハ1562（ハ1005形）
- ヨフ6514 ← ハ1563（ハ1005形）
- ヨフ6515 ← ハ1564（ハ1005形）
- ヨフ6516 ← ハ1565（ハ1005形）
- ヨフ6517 ← ハ1566（ハ1005形）
- ヨフ6518 ← ハ1567（ハ1005形）
- ヨフ6519 ← ハ1568（ハ1005形）
- ヨフ6520 ← ハ1569（ハ1005形）
- ヨフ6521 ← ハ1570（ハ1005形）
- ヨフ6522 ← ハ1636（ハ1005形）
- ヨフ6523 ← ハ1637（ハ1005形）
- ヨフ6524 ← ハ1638（ハ1005形）

- ヨフ6525 ← ハ1649（ハ1005形）
- ヨフ6526 ← ハ1655（ハ1005形）
- ヨフ6527 ← ハ1656（ハ1005形）
- ヨフ6528 ← ハ1725（ハ1005形）
- ヨフ6529 ← ハ1726（ハ1005形）
- ヨフ6530 ← ハ1729（ハ1005形）
- ヨフ6531 ← ハ1734（ハ1005形）
- ヨフ6532 ← ハ1735（ハ1005形）
- ヨフ6533 ← ハ1736（ハ1005形）
- ヨフ6534 ← ハ1738（ハ1005形）
- ヨフ6535 ← ハ1759（ハ1005形）
- ヨフ6536 ← ハ1995（ハ1005形）
- ヨフ6537 ← ハ1997（ハ1005形）
- ヨフ6538 ← ハ1991（ハ1005形）
- ヨフ6539 ← ハ1999（ハ1005形）
- ヨフ6540 ← ハ2000（ハ1005形）
- ヨフ6541 ← ハ2001（ハ1005形）
- ヨフ6542 ← ハ2002（ハ1005形）
- ヨフ6543 ← ハ2003（ハ1005形）
- ヨフ6544 ← ハ4974（ハ4973形）
- ヨフ6545 ← ハ4976（ハ4975形）
- ヨフ6546 ← ハ4977（ハ4975形）
- ヨフ6547 ← ハフ3364（ハフ3323形）
- ヨフ6548 ← ハニ3681（ハニ3681形）
- ヨフ6549 ← ハ2167（ハ2024形）

- ヨフ6550 ← ロ552（ロ503形）
- ヨフ6551 ← ロ250（ロ150形）
- ヨフ6552 ← ロ251（ロ150形）
- ヨフ6553 ← ニ4005（ニ4000形）
- ヨフ6554 ← ハニ3610（ハニ3608形）
- ヨフ6555 ← ユニ3871（ユニ3866形）
- ヨフ6556 ← ハ1583（ハ1005形）
- ヨフ6557 ← ハ1658（ハ1005形）
- ヨフ6558 ← ハ1659（ハ1005形）
- ヨフ6559 ← ロ111（ロ107形）
- ヨフ6560 ← ロ327（ロ324形）
- ヨフ6561 ← ロハ299（ロハ293形）
- ヨフ6562 ← ロハ896（ロハ896形）
- ヨフ6563 ← ハニ3673（ハニ3673形）
- ヨフ6564 ← ユニ3923（ユニ3919形）
- ヨフ6565 ← ユニ3930（ユニ3930形）
- ヨフ6566 ← ユニ3931（ユニ3930形）
- ヨフ6567 ← ユニ3932（ユニ3930形）
- ヨフ6568 ← ユニ3933（ユニ3930形）
- ヨフ6569 ← ユニ3935（ユニ3930形）
- ヨフ6570 ← ロ190（ロ150形）
- ヨフ6571 ← ロ194（ロ150形）?
- ヨフ6572 ← ロ195（ロ150形）
- ヨフ6573 ← ロ196（ロ150形）
- ヨフ6574 ← ロ200（ロ150形）

- ヨフ6575 ← ロ406（ロ400形）
- ヨフ6576 ← ロ453（ロ400形）
- ヨフ6577 ← ロ494（ロ400形）
- ヨフ6578 ← ロ497（ロ400形）
- ヨフ6579 ← ロ555（ロ503形）
- ヨフ6580 ← ロ556（ロ503形）
- ヨフ6581 ← ロ633（ロ628形）
- ヨフ6582 ← ロ643（ロ628形）
- ヨフ6583 ← ロ644（ロ628形）
- ヨフ6584 ← ハ1189（ハ1005形）
- ヨフ6585 ← ハ1323（ハ1005形）
- ヨフ6586 ← ハ1349（ハ1005形）
- ヨフ6587 ← ロ694（ロ628形）
- ヨフ6588 ← ロ695（ロ628形）
- ヨフ6589 ← ロ696（ロ628形）
- ヨフ6590 ← ロ697（ロ628形）
- ヨフ6591 ← ロ699（ロ628形）
- ヨフ6592 ← ロ700（ロ628形）
- ヨフ6593 ← ロ701（ロ628形）
- ヨフ6594 ← ロ702（ロ628形）
- ヨフ6595 ← ロ703（ロ628形）
- ヨフ6596 ← ロ242（ロ150形）
- ヨフ6597 ← ハフ2887（ハフ2887形）
- ヨフ6598 ← ハフ2888（ハフ2887形）
- ヨフ6599 ← ハフ2889（ハフ2887形）

ヨフ6600 - ヨフ6605
- ヨフ6600 ← ハフ2890（ハフ2887形）
- ヨフ6601 ← ハフ2892（ハフ2887形）
- ヨフ6602 ← ハフ2896（ハフ2887形）
- ヨフ6603 ← ハフ2897（ハフ2887形）
- ヨフ6604 ← ユニ4907（ユニ4900形）
- ヨフ6605 ← ハ1989（ハ1005形）

## ヨフ7000形番号新旧対照
ヨフ7000 - ヨフ7068
- ヨフ7000 ← ロ116（ロ113形）
- ヨフ7001 ← ?
- ヨフ7002 ← ロ119（ロ113形）
- ヨフ7003 ← ロ121（ロ113形）
- ヨフ7004 ← ロ122（ロ113形）
- ヨフ7005 ← ロ124（ロ113形）
- ヨフ7006 ← ロ771（ロ771形）
- ヨフ7007 ← ロ773（ロ771形）
- ヨフ7008 ← フロ145（フロ135形）
- ヨフ7009 ← ロ333（ロ332形）
- ヨフ7010 ← ロ334（ロ332形）
- ヨフ7011 ← ロ336（ロ332形）
- ヨフ7012 ← ロ337（ロ332形）
- ヨフ7013 ← ロ349（ロ339形）
- ヨフ7014 ← ハ2558（ハ2539形）
- ヨフ7015 ← ハ2559（ハ2539形）
- ヨフ7016 ← ロ813（ロ807形）
- ヨフ7017 ← ロ815（ロ807形）
- ヨフ7018 ← ロ816（ロ807形）
- ヨフ7019 ← ロ817（ロ807形）
- ヨフ7020 ← ロ819（ロ807形）
- ヨフ7021 ← ロ820（ロ807形）
- ヨフ7022 ← ロ822（ロ807形）
- ヨフ7023 ← ハ2490（ハ2488形）
- ヨフ7024 ← ハ2492（ハ2488形）
- ヨフ7025 ← ロ344（ロ339形）
- ヨフ7026 ← ロ345（ロ339形）
- ヨフ7027 ← ハ2488（ハ2488形）
- ヨフ7028 ← ハ2489（ハ2488形）
- ヨフ7029 ← ハ2491（ハ2488形）

- ヨフ7030 ← ハ2496（ハ2488形）
- ヨフ7031 ← ハ2497（ハ2488形）
- ヨフ7032 ← ハ2498（ハ2488形）
- ヨフ7033 ← ハ2493（ハ2488形）
- ヨフ7034 ← ハ2494（ハ2488形）
- ヨフ7035 ← ?
- ヨフ7036 ← ?
- ヨフ7037 ← ハフ3298（ハフ3277形）
- ヨフ7038 ← ハ2531（ハ2488形）
- ヨフ7039 ← ハ2534（ハ2488形）
- ヨフ7040 ← ハ2535（ハ2488形）
- ヨフ7041 ← ハ2538（ハ2488形）
- ヨフ7042 ← ハフ3280（ハフ3277形）
- ヨフ7043 ← ハフ3281（ハフ3277形）
- ヨフ7044 ← ハ2525（ハ2488形）
- ヨフ7045 ← ?
- ヨフ7046 ← ハフ3286（ハフ3277形）
- ヨフ7047 ← ハフ3289（ハフ3277形）
- ヨフ7048 ← ハフ3290（ハフ3277形）
- ヨフ7049 ← ハフ3291（ハフ3277形）
- ヨフ7050 ← ロ132（ロ132形）
- ヨフ7051 ← ロ335（ロ335形）
- ヨフ7052 ← ロ354（ロ352形）
- ヨフ7053 ← ハ2481（ハ2481形）
- ヨフ7054 ← ハ2482（ハ2481形）
- ヨフ7055 ← ハ2483（ハ2483形）
- ヨフ7056 ← ハ2484（ハ2483形）
- ヨフ7057 ← ハ2486（ハ2483形）
- ヨフ7058 ← ハ2487（ハ2483形）
- ヨフ7059 ← フハ3442（フハ3442形）

- ヨフ7060 ← フハ3444（フハ3442形）
- ヨフ7061 ← ヘ950（ヘ950形）
- ヨフ7062 ← ヘ951（ヘ950形）
- ヨフ7063 ← ハ2640（ハ2581形）
- ヨフ7064 ← ハ2641（ハ2581形）
- ヨフ7065 ← ハ2642（ハ2581形）
- ヨフ7066 ← ロ805（ロ805形）
- ヨフ7067 ← ハ2526（ハ2488形）
- ヨフ7068 ← ハ2527（ハ2488形）

## 譲渡
- 1943年（昭和18年）11月22日に3両（ヨ299、ヨ460、ヨ557）が胆振縦貫鉄道に譲渡されト10 - ト12となった。まもなく胆振縦貫鉄道は国有化されリ1923-リ1925となった[1]。
- 1951年ヨ391（九州鉄道ヘト32→国鉄イロ313[2]→ヨフ6393 1896年鉄道車両製造所製）が別府鉄道に払い下げられハフ3となり1965年廃車[3]